# Xmonad
xmonad es un gestor dinámico de ventanas (tiling) para el sistema X Window, que destaca por estar escrito en el lenguaje de programación funcional Haskell.

## Historia
Iniciado en marzo de 2007, la versión 0.1 se anunció en abril de 2007 como 500 líneas de Haskell. xmonad es un gestor de ventanas en mosaico, parecido a dwm, larswm y StumpWM. Organiza las ventanas en un patrón no superpuesto y permite gestionar las ventanas sin usar el ratón. xmonad está empaquetado y distribuido en una amplia gama de sistemas operativos tipo Unix, como un gran número de distribuciones de Linux, y sistemas BSD.

## Características
Aunque originalmente era un clon de dwm (derivado en áreas como las combinaciones de teclas por defecto), xmonad ahora soporta características que no están disponibles para los usuarios de dwm, como el diseño por espacio de trabajo, la reflexión de mosaicos, la preservación del estado, el reflejo del diseño, el soporte de GNOME y las barras de estado por pantalla; puede personalizarse modificando un archivo de configuración externo y "recargarse" mientras se ejecuta. Las características de xmonad han empezado a influir en otros gestores de ventanas en mosaico: dwm ha tomado prestados los "ganchos de urgencia" de xmonad, también ha incluido el soporte de Xinerama (para pantallas multicabezales) con la versión 4.8, y existen parches para reimplementar el diseño Fibonacci de xmonad.